# Михайловка (река, впадает в Губановское)
Михайловка (фин. Vehkeenoja) — река в России, протекает по территории Каменногорского городского поселения Выборгского района Ленинградской области. Длина реки — 20 км, площадь водосборного бассейна — 92,1 км².
Код объекта в государственном водном реестре — 01040300512102000008195.

## Этимология
Название реки переводится с финского языка как «белокрыльниковый ручей».

## География
Река берёт начало из озера Нижнего Анисимовского на высоте 36,7 м над уровнем моря и далее течёт преимущественно в юго-восточном направлении.
Река в общей сложности имеет 34 малых притока суммарной длиной 74 км.
Впадает на высоте 8,5 м над уровнем моря в озеро Губановское, через которое протекает река Талинйоки, впадающая в реку Перовку. Перовка впадает в озеро Краснохолмское, из которого берёт начало река Суоккаанвирта, впадающая в Новинский залив, являющийся частью системы Сайменского канала, выходящего в Финский залив.
В нижнем течении на реке располагается посёлок Михайловка.
В среднем течении Михайловка пересекает трассу 41К-183 («Выборг — Светогорск»). В нижнем — линию железной дороги Выборг — Хийтола.